# RCA Championships 2006 - Qualificazioni singolare
Le qualificazioni del singolare  del RCA Championships 2006 sono state un torneo di tennis preliminare per accedere alla fase finale della manifestazione. I vincitori dell'ultimo turno sono entrati di diritto nel tabellone principale. In caso di ritiro di uno o più giocatori aventi diritto a questi sono subentrati i lucky loser, ossia i giocatori che hanno perso nell'ultimo turno ma che avevano una classifica più alta rispetto agli altri partecipanti che avevano comunque perso nel turno finale.
Le qualificazioni del torneo RCA Championships 2006 prevedevano 32 partecipanti di cui 4 sono entrati nel tabellone principale.

## Teste di serie
1. Jesse Witten (secondo turno)
2. Wayne Arthurs (Qualificato)
3. Harel Levy (Qualificato)
4. Andrea Stoppini (Qualificato)

1. Brendan Evans (ultimo turno)
2. Sunil-Kumar Sipaeya (secondo turno)
3. Wesley Whitehouse (Qualificato)
4. Giuseppe Menga (primo turno)

## Qualificati
1. Wesley Whitehouse
2. Wayne Arthurs

1. Harel Levy
2. Andrea Stoppini

## Tabellone

### Legenda
| - Q = Qualificato - WC = Wild card - LL = Lucky loser | - ALT = Alternate - SE = Special Exempt - PR = Protected Ranking | - w/o = Walkover - r = Ritirato - d = Squalificato |

### Sezione 1
|  | Primo turno     | Primo turno       | Primo turno       | Primo turno | Primo turno |  |  | Secondo turno | Secondo turno     | Secondo turno     | Secondo turno     | Secondo turno     |   |   | Ultimo turno | Ultimo turno | Ultimo turno | Ultimo turno | Ultimo turno |  |
|  |                 |                   |                   |             |             |  |  |               |                   |                   |                   |                   |   |   |              |              |              |              |              |  |
|  | 1               | Jesse Witten      | Jesse Witten      | 6           | 6           |  |  |               |                   |                   |                   |                   |   |   |              |              |              |              |              |  |
|  |                 | Bryan Koniecko    | Bryan Koniecko    | 1           | 3           |  |  | 1             | Jesse Witten      | 6                 | 4                 | 4                 |   |   |              |              |              |              |              |  |
|  | Jim Thomas      | Jim Thomas        | Jim Thomas        | 6           | 6           |  |  |               | Jim Thomas        | 2                 | 6                 | 6                 |   |   |              |              |              |              |              |  |
|  | Nathan Thompson | Nathan Thompson   | Nathan Thompson   | 3           | 2           |  |  |               |                   |                   |                   |                   |   |   |              | Jim Thomas   | Jim Thomas   | 2            | 2            |  |
|  | Ryan Preston    | Ryan Preston      | Ryan Preston      | 6           | 6           |  |  |               |                   | 7                 | Wesley Whitehouse | Wesley Whitehouse | 6 | 6 |              |              |              |              |              |  |
|  | Kris Nathan     | Kris Nathan       | Kris Nathan       | 0           | 1           |  |  |               | Ryan Preston      | Ryan Preston      | 3                 | 2                 |   |   |              |              |              |              |              |  |
|  | 7               | Wesley Whitehouse | Wesley Whitehouse | 6           | 6           |  |  | 7             | Wesley Whitehouse | Wesley Whitehouse | 6                 | 6                 |   |   |              |              |              |              |              |  |
|  |                 | Ruben Gonzales    | Ruben Gonzales    | 2           | 4           |  |  |               |                   |                   |                   |                   |   |   |              |              |              |              |              |  |

### Sezione 2
|  | Primo turno        | Primo turno            | Primo turno        | Primo turno      | Primo turno |  |  | Secondo turno          | Secondo turno          | Secondo turno | Secondo turno     | Secondo turno     |   |   | Ultimo turno | Ultimo turno  | Ultimo turno  | Ultimo turno | Ultimo turno |  |
|  |                    |                        |                    |                  |             |  |  |                        |                        |               |                   |                   |   |   |              |               |               |              |              |  |
|  | 2                  | Wayne Arthurs          | Wayne Arthurs      | 6                | 6           |  |  |                        |                        |               |                   |                   |   |   |              |               |               |              |              |  |
|  |                    | Sonchat Ratiwatana     | Sonchat Ratiwatana | 3                | 4           |  |  | 2                      | Wayne Arthurs          | Wayne Arthurs | 6                 | 7                 |   |   |              |               |               |              |              |  |
|  | Troy Hahn          | Troy Hahn              | Troy Hahn          | Troy Hahn        | 5           |  |  |                        | Troy Hahn              | Troy Hahn     | 3                 | 5                 |   |   |              |               |               |              |              |  |
|  | Matthew Behrmann   | Matthew Behrmann       | Matthew Behrmann   | Matthew Behrmann | 5r          |  |  |                        |                        |               |                   |                   |   |   | 2            | Wayne Arthurs | Wayne Arthurs | 6            | 6            |  |
|  | Gregory Ouellette  | Gregory Ouellette      | Gregory Ouellette  | 6                | 6           |  |  |                        |                        |               | Gregory Ouellette | Gregory Ouellette | 3 | 4 |              |               |               |              |              |  |
|  | Sanchai Ratiwatana | Sanchai Ratiwatana     | Sanchai Ratiwatana | 4                | 1           |  |  | Gregory Ouellette      | Gregory Ouellette      | 5             | 6                 | 6                 |   |   |              |               |               |              |              |  |
|  |                    | Christopher Klingemann | 3                  | 6                | 6           |  |  | Christopher Klingemann | Christopher Klingemann | 7             | 2                 | 1                 |   |   |              |               |               |              |              |  |
|  | 8                  | Giuseppe Menga         | 6                  | 1                | 2           |  |  |                        |                        |               |                   |                   |   |   |              |               |               |              |              |  |

### Sezione 3
|  | Primo turno         | Primo turno         | Primo turno         | Primo turno | Primo turno |  |  | Secondo turno | Secondo turno       | Secondo turno       | Secondo turno       | Secondo turno       |   |   | Ultimo turno | Ultimo turno | Ultimo turno | Ultimo turno | Ultimo turno |  |
|  |                     |                     |                     |             |             |  |  |               |                     |                     |                     |                     |   |   |              |              |              |              |              |  |
|  | 3                   | Harel Levy          | 6                   | 1           | 6           |  |  |               |                     |                     |                     |                     |   |   |              |              |              |              |              |  |
|  |                     | Vahid Mirzadeh      | 4                   | 6           | 1           |  |  | 3             | Harel Levy          | Harel Levy          | 6                   | 6                   |   |   |              |              |              |              |              |  |
|  | Tim Smyczek         | Tim Smyczek         | Tim Smyczek         | 6           | 6           |  |  |               | Tim Smyczek         | Tim Smyczek         | 1                   | 3                   |   |   |              |              |              |              |              |  |
|  | Rahim Esmail        | Rahim Esmail        | Rahim Esmail        | 2           | 1           |  |  |               |                     |                     |                     |                     |   |   | 3            | Harel Levy   | Harel Levy   | 6            | 6            |  |
|  | Mashiska Washington | Mashiska Washington | Mashiska Washington | 6           | 6           |  |  |               |                     |                     | Mashiska Washington | Mashiska Washington | 2 | 3 |              |              |              |              |              |  |
|  | Joe Epkey           | Joe Epkey           | Joe Epkey           | 4           | 3           |  |  |               | Mashiska Washington | Mashiska Washington | 7                   | 6                   |   |   |              |              |              |              |              |  |
|  | 6                   | Sunil-Kumar Sipaeya | Sunil-Kumar Sipaeya | 6           | 6           |  |  | 6             | Sunil-Kumar Sipaeya | Sunil-Kumar Sipaeya | 5                   | 2                   |   |   |              |              |              |              |              |  |
|  |                     | Kiantki Thomas      | Kiantki Thomas      | 0           | 3           |  |  |               |                     |                     |                     |                     |   |   |              |              |              |              |              |  |

### Sezione 4
|  | Primo turno    | Primo turno     | Primo turno    | Primo turno | Primo turno |  |  | Secondo turno | Secondo turno   | Secondo turno  | Secondo turno | Secondo turno |   |   | Ultimo turno | Ultimo turno    | Ultimo turno    | Ultimo turno | Ultimo turno |  |
|  |                |                 |                |             |             |  |  |               |                 |                |               |               |   |   |              |                 |                 |              |              |  |
|  | 4              | Andrea Stoppini | 6              | 63          | 6           |  |  |               |                 |                |               |               |   |   |              |                 |                 |              |              |  |
|  |                | Kevin Anderson  | 3              | 7           | 1           |  |  | 4             | Andrea Stoppini | 6              | 3             | 6             |   |   |              |                 |                 |              |              |  |
|  | Jordan Kerr    | Jordan Kerr     | Jordan Kerr    | 6           | 6           |  |  |               | Jordan Kerr     | 4              | 6             | 1             |   |   |              |                 |                 |              |              |  |
|  | Alex Hume      | Alex Hume       | Alex Hume      | 0           | 1           |  |  |               |                 |                |               |               |   |   | 4            | Andrea Stoppini | Andrea Stoppini | 6            | 6            |  |
|  | Jason Marshall | Jason Marshall  | Jason Marshall | 6           | 6           |  |  |               |                 | 5              | Brendan Evans | Brendan Evans | 3 | 1 |              |                 |                 |              |              |  |
|  | Michael Rubin  | Michael Rubin   | Michael Rubin  | 2           | 3           |  |  |               | Jason Marshall  | Jason Marshall | 2             | 3             |   |   |              |                 |                 |              |              |  |
|  | 5              | Brendan Evans   | 6              | 4           | 7           |  |  | 5             | Brendan Evans   | Brendan Evans  | 6             | 6             |   |   |              |                 |                 |              |              |  |
|  |                | Ryler Deheart   | 4              | 6           | 5           |  |  |               |                 |                |               |               |   |   |              |                 |                 |              |              |  |